# ادیسون بیلبائو
ادیسون بیلبائو (انگلیسی: Edison Bilbao؛ زادهٔ ۳ ژوئن ۱۹۸۷) بازیکن فوتبال اهل شیلی است.
از باشگاه‌هایی که او در آن بازی کرده‌است می‌توان به باشگاه فوتبال بالزان و باشگاه فوتبال نیویورک کاسموس اشاره کرد.